# Resolutie 766 Veiligheidsraad Verenigde Naties
Resolutie 766 van de Veiligheidsraad van de Verenigde Naties werd unaniem aangenomen op 21 juli 1992.

## Achtergrond
In 1979 werd na de val van het Rode Khmer-regime en met steun van Vietnam en de Sovjet-Unie de Volksrepubliek Kampuchea opgericht. Het land werd gedurende het volgende decennium door Vietnam gecontroleerd
via een marionettenregering. Die werd gedurende dat decennium bevochten door een regering in ballingschap die bestond uit de koningsgezinde Funcinpec, de Rode Khmer en het in 1982 gevormde Nationaal Volksbevrijdingsfront.
In augustus 1989 kwamen de vier partijen en vertegenwoordigers van achttien landen bijeen in de door de Verenigde Naties gesponsorde Conferentie van Parijs. Toen een finaal akkoord eindelijk in zicht was werd de VN-Vooruitgangsmissie in Cambodja (UNAMIC) opgericht om toe te zien op de naleving van het staakt-het-vuren. De missie bereidde ook de komst van de VN-Overgangsautoriteit (UNTAC) voor, die de in Parijs gesloten akkoorden in de praktijk moest brengen.

## Inhoud
De Veiligheidsraad:
- bevestigt de resoluties 668, 717, 718, 728 en 745;
- herinnert aan de verklaring van zijn voorzitter op 12 juni;
- herinnert eraan dat moeilijkheden bij de uitvoer van de akkoorden door consultatie tussen de Nationale Hogeraad van Cambodja en de VN-Overgangsautoriteit moeten worden opgelost;
- neemt nota van het tweede rapport van de secretaris-generaal over de Overgangsautoriteit en in het bijzonder dat Funcinpec en het Nationaal Volksbevrijdingsfront akkoord gaan met fase II van het staakt-het-vuren en dat de Partij van Democratisch Kampuchea dit alsnog weigert;
- neemt ook akte van de Verklaring van Tokio;

1. is bezorgd om de moeilijkheden bij het uitvoeren van de akkoorden van Parijs;
2. benadrukt dat alle ondertekenaars gebonden zijn;
3. betreurt de schendingen van het staakt-het-vuren;
4. bevestigt dat de Autoriteit moet kunnen toezien op het vertrek van alle buitenlandse troepen en de uitvoer van de akkoorden;
5. eist dat alle partijen het vreedzame karakter van de Autoriteit respecteren en de veiligheid van het VN-personeel verzekeren;
6. dringt aan op samenwerking met de Autoriteit aan het verspreiden van informatie;
7. betreurt de weigering van een van de partijen om alle onderdelen van de Autoriteit in te zetten in de gebieden onder diens controle;
8. dringt bij alle landen aan op hulp voor de Autoriteit;
9. keurt de inspanningen van de secretaris-generaal en diens speciale vertegenwoordiger voor Cambodja om de akkoorden uit te voeren goed;
10. nodigt de secretaris-generaal uit het civiele deel van de Autoriteit, en vooral het onderdeel dat toeziet of controle heeft op het bestuur, versneld in te zetten;
11. eist dat de weigerende partij de inzet van de Autoriteit en de uitvoer van fase II van het plan onmiddellijk toelaat;
12. vraagt de secretaris-generaal ervoor te zorgen dat internationale steun enkel ten bate komt van partijen die hun verbintenissen nakomen en samenwerken met de Autoriteit;
13. besluit om actief op de hoogte te blijven.

## Verwante resoluties
- Resolutie 728 Veiligheidsraad Verenigde Naties
- Resolutie 745 Veiligheidsraad Verenigde Naties
- Resolutie 783 Veiligheidsraad Verenigde Naties
- Resolutie 792 Veiligheidsraad Verenigde Naties

Lijst ·  726 ·  727 ·  728 ·  729 ·  730 ·  731 ·  732 ·  733 ·  734 ·  735 ·  736 ·  737 ·  738 ·  739 ·  740 ·  741 ·  742 ·  743 ·  744 ·  745 ·  746 ·  747 ·  748 ·  749 ·  750 ·  751 ·  752 ·  753 ·  754 ·  755 ·  756 ·  757 ·  758 ·  759 ·  760 ·  761 ·  762 ·  763 ·  764 ·  765 ·  766 ·  767 ·  768 ·  769 ·  770 ·  771 ·  772 ·  773 ·  774 ·  775 ·  776 ·  777 ·  778 ·  779 ·  780 ·  781 ·  782 ·  783 ·  784 ·  785 ·  786 ·  787 ·  788 ·  789 ·  790 ·  791 ·  792 ·  793 ·  794 ·  795 ·  796 ·  797 ·  798 ·  799